# Ladislav Kořán

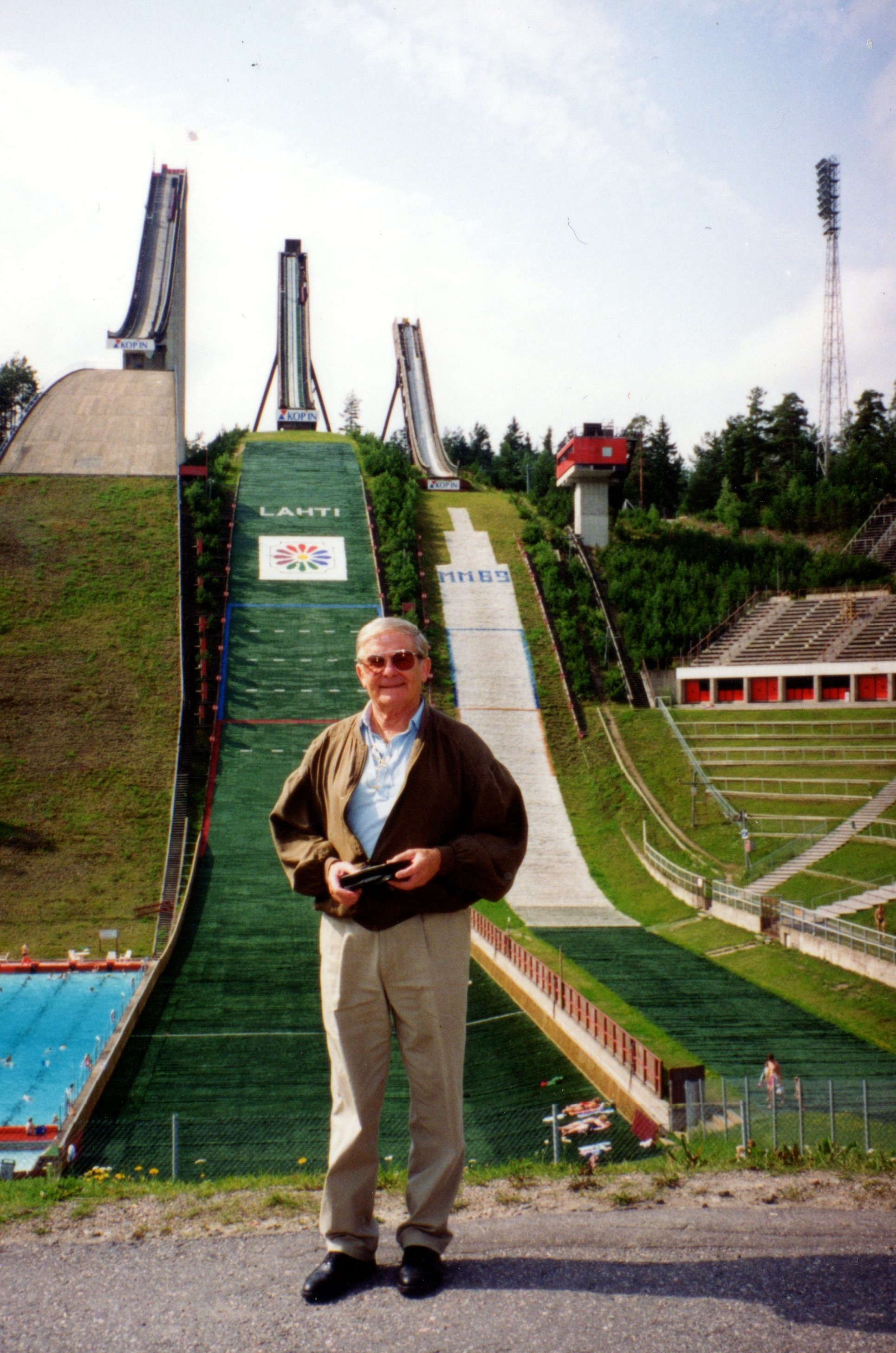
Ladislav Kořán v Edmontonu (2001)

Ladislav Kořán, celým jménem Ladislav Jan Kořán, (23. listopadu 1924 Praha – 19. září 2015 Strakonice) byl český atlet, vynálezce, podnikatel a politický vězeň komunistického režimu v Československu.

## Životopis

### Mládí
Během druhé světové války závodil v cyklistice, později se začal věnovat atletice. V následujících letech zvítězil na Mistrovství Čech v běhu na 1 500 metrů. V roce 1944 se setkal s Emilem Zátopkem, od kterého převzal tréninkové metody v běžeckých disciplínách. S Emilem Zátopkem a jeho manželkou Danou Zátopkovou se stali celoživotními přáteli. V roce 1945 založil běh kolem Doubravky.

### Vynálezce
Když k narozeninám dostal od svého švagra elektromagnetický snímač na klavír, zjistil, že je to velmi nekvalitní výrobek a rozhodl se ho vylepšit. V Blatné založili rodinnou firmu, v níž Ladislav Kořán zaměstnal švagra, který mu patent na elektromagnetický snímač daroval. Firma fungovala pod záštitou Kořánova tchána, Ladislav Kořán se ujal vedení firmy a jeho sestra vytvořila logo firmy. Piana vyrobená v jejich společnosti dosahovaly vysokých kvalit. 
S růstem firmy se rozhodli vyrábět elektrické kytary značky Resonet, jen jim chyběl dostatečný kapitál pro rozjezd výroby. Po nějaké době firmu Ladislava Kořána oslovil obchodník s nabídkou vývozu jejich produktů do Kanady a Austrálie. Po dohodě se vydali na Ministerstvo zahraničních věcí, kde došlo k dohodě a ujištění, že mají ještě počkat na povolení. Ladislav Kořán v pozdějších letech toto považoval za velkou životní chybu.

### Útěk do zahraničí
V té době byl stále aktivním sportovcem, člen klubu ASK Slavia Praha a tak krátce po návštěvě Ministerstva zahraničních věcí, byl varován kamarádem Milanem, rovněž členem klubu ASK Slavia před Státní bezpečností, která ho měla zadržet a obvinit z průmyslové špionáže, přičemž si komunistický režim chtěl přivlastnit výrobu jejich firmy. Milan patřil do skupiny lidí, kteří pomáhali ostatním emigrovat z tehdy komunistického Československa a zjistil, že k zadržení by mělo dojít o Vánocích. Ladislav Kořán proto na Štědrý den emigroval do Západního Německa

### Návrat do Čech
O rok později se vrátil do Československa pro svou manželku Vlastu a syna Ladislava. V Západním Německu se spřátelil s Václavem Polákem, který měl v Čechách také ženu a dvě děti, které se Ladislav Kořán chystal rovněž převést do zahraničí. Přejít do Československa mu pomohl agent CIA, kterého znal pod jménem Lojza, pravděpodobně se jednalo o krycí jméno. Do Západního Německa se všichni, kromě Kořánova syna, vraceli na korbě nákladního vozu, ale byli zadrženi Veřejnou bezpečností, která jim nařídila, aby jejich auto je následovalo na služební stanici. Lojzovi šlo jako agentovi o život, a tak mu nezbývalo nic jiného než vyskočit za jízdy z vozu. Ladislav Kořán ho následoval, ale manželky s dětmi si vyskočit netroufaly. 
Po útěku se oba ukryli v rozpadlém domě a večer se vydali směrem ke státní hranice. Když přešli železniční trať Cheb–Norimberk, tak se po dvaceti metrech ozvalo stůj! A hned následovala ostrá střelba. Ladislav Kořán měl štěstí, protože kulka ho nezasáhla, ale agent Lojza byl na místě mrtvý. Na služební stanici měl Ladislav Kořán později možnost vidět fotografii, na niž bylo patrné, že Lojza byl zasažen 27 kulkami.
Celý odchod do Německa a návrat popisuje Ladislav Kořán v reportáži s Karlem Tejkalem:
| „ | Já jsem byl prvním výrobcem slaboproudých hudebních nástrojů, speciálně pian, kytar a elektrobas, a oni mi dávali za vinu, že jsem chtěl prodat výrobní licenci na tyto aparáty do Kanady a do Austrálie. Dali mi to jako průmyslovou špionáž a já jsem se dozvěděl, že mám být zatčen, tak jsem na vánoce 1949 odešel. A v dubnu 1950 jsem se vrátil pro mou ženu a syna. Nevyšlo to a já jsem byl zatčen a odsouzen za velezradu a špionáž k osmnácti letům těžkého žaláře. Vlasta dostala tři měsíce ve vězení a Jindra tři. | “ |

Ladislav Kořán vypověděl, že manželku s dětmi k útěku přinutil. Za tento čin byl odsouzen k osmnácti letům vězení. Státní soud dospěl k závěru, že se mohl dopustit, a tudíž i dopustil trestného činu velezrady a špionáže podle paragrafu 1 a 5 zákona 231 na ochranu republiky. 
Trest si odpykával v Jáchymově, kde pracoval v uranových dolech. V tu dobu jeho firma v čele s jeho švagrem dokončila výrobu elektrické kytary a o tři roky později získala na Světové výstavě EXPO 58 v Bruselu zlaté medaile. Kytara měla velký úspěch a brzy si získala příznivce z řad světových hudebníků, jako byl George Harrison, Eric Clapton či John Paul Jones či Led Zeppelin. Úspěchy firmy se do vězení k Ladislavu Kořánovi nedonesly. Ve vězení se seznámil s jistým mužem, kterému dal dopis pro jeho matku. V dopise bylo napsáno:
| „ | "Milá maminko, dozvěděl jsem se, že máš nějaké zdravotní problémy, tak bych moc rád věděl jaké. Ten pán, který Ti přinese tento dopis, je spolehlivý přítel a můžeš mu vše říci, on mi to vyřídí. Moc si přeji a doufám, že to nebude nic vážného. Pozdravuji všechny doma a přeji Ti brzké uzdravení. Moc Tě zdraví a líbá Tvůj syn Láďa." | “ |

Ale ten, koho v dopise označil jako spolehlivého, byl ve skutečnosti udavač Státní bezpečnosti. Po této události ho tudíž přestěhovali na samotku, kde ho tři měsíce vyslýchali. Tuto dobu popisuje tak, že nebyl člověkem, ale jen jimi přiděleným číslem 010806 (stejnojmenná knížka Mukl 010806 popisuje Kořánův život). Svého syna od jeho vánočního útěku viděl poprvé, až když ho jeho manželka přivedla do vězení na návštěvu.

### Po amnestii
Ve vězení strávil deset roků, poté byl na amnestii propuštěn. Dva roky po propuštění se rozvedl s manželkou Vlastou a vrátil se do Jáchymova, již ne jako vězeň, ale jako zaměstnanec. V Jáchymově pracoval osm let jako elektromontér. Mezitím se podruhé oženil, jeho druhou ženou se stala jeho první životní láska Věra. Byla vdovou a z prvního manželství měla dceru. V roce 1968 se setkal s Václavem Polákem, pro jehož ženu se v minulosti vracel do Československa. Václav Polák žil tou dobou ve Spojených státech amerických, a protože bylo uvolněné období Pražského jara, vycestoval na zvací dopis za ním. Do Spojených států amerických vycestovala i Věra s dcerou, ale nebyly tam spokojené a nenašli shodu ani po invazi vojsk Varšavské smlouvy do Československa. Bylo definitivně jasné, že se do Československa nemohou vrátit. Ladislav Kořán to okomentoval slovy:
| „ | Vysvětloval jsem jim, že osmnáct let v jáchymovských dolech na jeden život je strašně moc. Nepochopily to. Úplně jsem na ně zanevřel a odepsal je ze svého života.“ | “ |

### Ve Spojených státech amerických
Ve Spojených státech amerických žil po zbytek svého života, jen občas se vracel za svou rodinou do Čech. Ve Spojených státech amerických se setkal s Karlem Zabloudilem, který měl prosperující firmu Ocean Sonics a zároveň byl členem běžecké sestavy, která vyhrála Mistrovství světa v přespolním běhu. V sestavě byli i Emil Zátopek, Roudný, Vomáčka a Kořán.
Ocean Sonics tehdy vybavovala měřicími přístroji výzkumnou loď Calypso. Ladislav Kořán zde zůstal tři roky. Stal se tak jediným Čechem, který se plavil s oceánologem Jacquesem-Yvem Cousteauem.
| „ | „Cousteau byl fajn, takový větrem ošlehaný, vysušený mořský vlk. Říkali jsme mu Sucharda.“. Manželka Cousteau mi i říkala: Pojď já tě tam spustím mezi ty žraloky v kleci. Ale na to já jsem si netroufal,“ řekl Kořán v reportáži Karla Tejkala. | “ |

Když Karel Zabloudil firmu prodal a odstěhoval se, našel si Ladislav Kořán práci u letecké společnosti, kde poznal svoji třetí ženu, Rakušanku Ilse. Krátce nato začal prodávat a později i vyrábět vlastní šperky. Náhodně se přitom seznámil s Adrienem Johnstonem, který vyráběl zlaté řetězy na Havajských ostrovech a který vlastnil hotel na ostrově Saipan. V této firmě Ladislav Kořán vyrobil šperk s olympijskými kruhy, jako dárek k pětaosmdesátým narozeninám Dany Zátopkové a stal se generálním ředitelem hotelu vlastněného Adrienem Johnstonem. Při hotelu Ladislav Kořán vybudoval malou vesnicí pro podnikatele a turisty. Při pobytu na ostrově Guam poznal svou čtvrtou manželku Vanessu, s kterou pravidelně cestoval mezi domovem v Kalifornii a ostrovem Saipan, kde řídil hotel.

## Úmrtí
V roce 2015 Ladislav Kořán přicestoval do Česka na křest knihy Mukl 010806. Během pobytu měl nehodu, kdy při pádu ze schodů si poranil hlavu. Byl převezen do nemocnice Motol odkud byl po několika týdnech transportovám do nemocnice ve Strakonicích, kde navzdory velkému boji a postupnému zotavení 19. září 2015 zemřel.